# Saeid Mollaei
Saeid Mollaei, på persiska: سعید ملایی, född 5 januari 1992 i Teheran, är en iranskfödd mongolisk judoutövare som blev världsmästare 2018.
Iranska myndigheter beordrade Mollaei att med avsikt förlora i semifinalen vid VM i Tokyo 2019 för att undvika en potentiell match i finalen mot den israeliska världsmästaren Sagi Muki. Efter att öppet ha kritiserat Iran för detta vågade han inte återvända till Iran, och i augusti 2019 flyttade han till Europa med ett tvåårigt visum i Tyskland. I december 2019 blev han mongolisk medborgare.
I juli 2021 i olympiska sommarspelen i Tokyo representerade han Mongoliet och tog silvermedalj i judo i efter att ha förlorat finalmatchen mot japanska Takanori Nagase i 81-kilosklassen. Vid medaljutdelningen framförde han ett tack till Israel, som en revansch för att hemlandet Iran i VM 2019 tvingat honom att förlora i semifinalen för att inte behöva möta en israel.